# Paul Abram
Pour les articles homonymes, voir Abram.
Paul Abram  est un romancier, critique littéraire, metteur en scène et directeur de théâtre français né le 14 août 1883 à Aix-en-Provence (Bouches-du-Rhône) et mort le 14 octobre 1969 à Marseille (Bouches-du-Rhône).
Il a notamment dirigé le théâtre de l'Odéon et le Théâtre national populaire.

## Biographie

### Jeunesse et études
Paul-Élie Samuel Abram est le fils de Benjamin Abram, juriste et homme politique d'Aix-en-Provence et d'Esther Baze, sans profession.
Après des études de médecine, il s'oriente vers la littérature et le théâtre, devenant critique dans plusieurs journaux et publiant deux romans avant la Première guerre mondiale.

### Carrière littéraire
En 1908, il publie L'Évolution du mariage dont Léon Blum, dans sa préface, souligne les qualités et l'intérêt : « Le livre de M. Paul Abram est sincère, ingénieux et convaincant. Il est le premier ouvrage d'un écrivain dont les essais de critique ont aussitôt attiré l'attention par les qualités d'ardeur, de curiosité, de loyauté intellectuelle qui s'y révèlent, mais c'est à la vivacité des convictions, non pas à l'inexpérience que l'on y trouvera la marque de la jeunesse. Je souhaite à cet ouvrage le succès qu'il mérite, c'est-à-dire que je lui souhaite d'être lu d'être approuvé ou combattu, d'être utile. »
Au cours de la Première guerre, il fait partie du service de santé militaire. Il écrit un livre, Médecins et Militaires : La Guerre du Service de santé, publié en 1920, qui décrit ce qu'il a vécu. Après la guerre, il reprend son activité de critique et d'écrivain. Il devient membre du comité de l'Association syndicale des critiques littéraires.

### Carrière théâtrale
En 1922, Firmin Gémier (1869-1933), directeur de l'Odéon, lui demande de devenir son collaborateur et le nomme co-directeur en 1925. En 1930, il succède dans la fonction de directeur à Firmin Gémier qui souhaite se consacrer entièrement au Théâtre national populaire installé au palais de Chaillot. Il s'investit dans la rénovation de la salle et parallèlement organise des tournées de la troupe tant en France qu'à l'étranger. Au cours de son mandat, Paul Abram veille à présenter aussi bien des pièces classiques que modernes.
Paul Abram cumule, à partir de 1938, cette responsabilité avec celle de directeur du Théâtre national populaire, succédant à Albert Fourtier (Gémier étant mort en 1933). En 1940, il abandonne ses fonctions puis la France l'année suivante pour fuir le nazisme.
En 1946 est créé le Conservatoire national supérieur d'art dramatique (CNSAD) afin de promouvoir un enseignement spécifique de l'art dramatique. Paul Abram en est le premier directeur et le restera jusqu'en 1955.
Par décret du 8 janvier 1960, Paul Abram est nommé vice-président du conseil supérieur de la Radiodiffusion-télévision française.
Il meurt le 14 octobre 1969  à 86 ans d'une hémorragie cérébrale.

## Distinctions
- Commandeur de la Légion d'honneur[13].

## Œuvres
- L'Évolution du mariage, préface de Léon Blum, E. Sansot & Cie, Paris, 1908, 225 p.
- Cartes postales, critiques, notes et impressions, E. Sansot, Paris, 1909, 266 p.
- Notes et critique littéraire et dramatique, E. Sansot, Paris, 1913, 296 p.
- Lettres pour le filleul de l'arrière, préface de Paul Margueritte, Berger-Levrault, Paris, 1917, 179 p
- La Faiblesse de l'homme, notes d'après-guerre, éditions des Amitiés françaises, Paris, 1920, 191 p.
- Médecins et Militaires : La Guerre du Service de santé, La Renaissance du Livre, Paris, 1920
- Une femme et des hommes, J. Ferenczi, Paris, 1923, 220 p.
- La Faute de Psyché (roman), libr. Baudinière, Paris, 1924, 187 p.

## Mises en scène
- 1932 : Alfred de Musset, Lorenzaccio, théâtre de l'Odéon
- 1934 : Saint-Georges de Bouhélier, Jeanne d'Arc  théâtre de l'Odéon (21 novembre)
- 1934 : Molière, Les Femmes savantes, théâtre de l'Odéon
- 1936 : Pierre Corneille, Le Cid, théâtre de l'Odéon
- 1938 : Saint-Georges de Bouhélier, Le Roi-Soleil , théâtre de l'Odéon (14 avril)[14]
- 1939 : Jean Racine, Athalie, théâtre de l'Odéon
- 1958 : François Turpin, Sait-on jamais !, théâtre Saint-Georges